# チアゴ・リベイロ・ドス・サントス
チアギーニョ（Tiaguinho）ことチアゴ・リベイロ・ドス・サントス（Thiago Ribeiro dos Santos、1989年3月28日 - ）は、ブラジル・アラカジュ出身のサッカー選手。主なポジションはDF。
| スタブアイコン | サブスタブ | この項目は、まだ閲覧者の調べものの参照としては役立たない、サッカー選手に関連した書きかけの項目です。この項目を加筆・訂正などしてくださる協力者を求めています（P:サッカー/PJ:サッカー選手/PJ:女子サッカー）。 |